# میخائیل ترشچنکو
میخائیل ترشچنکو (روسی: Михаи́л Ива́нович Тере́щенко؛ ۱۸ مارس ۱۸۸۶ – ۱ آوریل ۱۹۵۶) دیپلمات ارشد و وزیر امور خارجه امپراتوری روسیه بود.

## نگارخانه

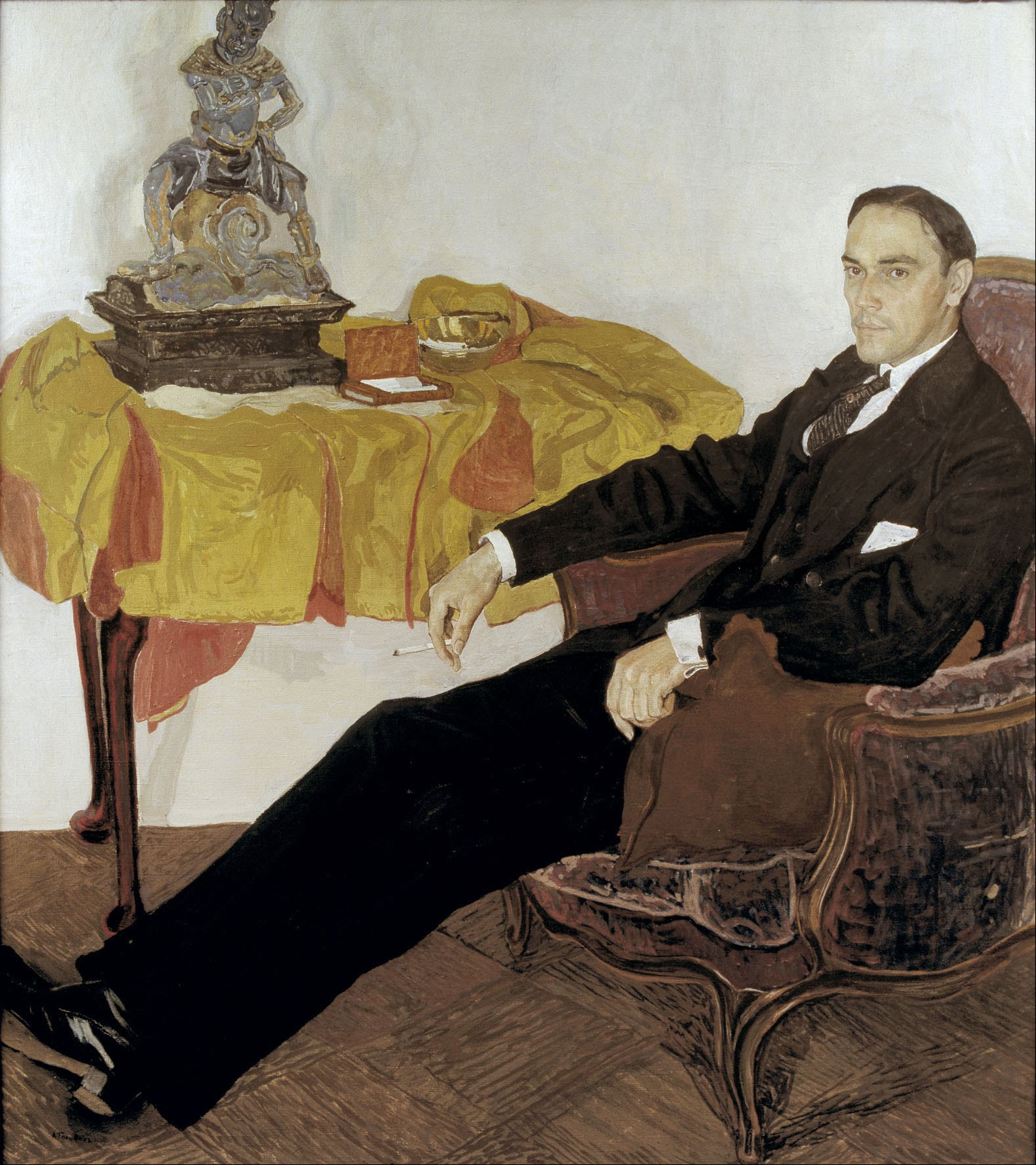
پرترهٔ میخائیل ترشچنکو
بین ۱۹۱۰ و ۱۹۱۴ م.
اثر الکساندر گولووین
موزه هنر مالمو